# Höhn (Rhön)
Der Höhn ist ein 510,6 m ü. NHN hoher Berg in der thüringischen Rhön auf dem Gebiet der Ortsteile Klings und Fischbach/Rhön, die beide zur Stadt Kaltennordheim gehören, sowie des Ortsteils Diedorf der Gemeinde Dermbach und der Gemeinde Empfertshausen.

## Geschichte
Auf dem Berg befand sich im Mittelalter die Burgruine Fischberg als Verwaltungsort des oberen Feldatales. Im späten 19. Jahrhundert wurde mit dem Abbau von Basalt begonnen, der an der West- und Nordflanke durch Steinbrüche gewonnen wird.